# Randy Grossman
Randy Grossman é um ex-jogador profissional de futebol americano estadunidense.

## Carreira
Randy Grossman foi campeão da temporada de 1979 da National Football League jogando pelo Pittsburgh Steelers.